# Championnat de Thaïlande de football 2003-2004
Navigation
Saison précédente Saison suivante
La saison 2003-2004 du Championnat de Thaïlande de football est la 8e édition du championnat de première division en Thaïlande. Les dix meilleurs clubs du pays sont regroupés au sein d'une poule unique, la Thai Premier League, où ils s'affrontent deux fois au cours de la saison, à domicile et à l'extérieur. En fin de saison, les deux derniers du classement sont relégués et remplacés par les deux meilleurs clubs de Thai Division 1 League, la deuxième division thaïlandaise, tandis que le 8e affronte le 3e de D2 en barrage de promotion-relégation.
C'est le club de Krung Thai Bank, tenant du titre, qui remporte à nouveau le championnat après avoir terminé en tête du classement, avec un quatre points d'avance sur BEC Tero Sasana et cinq sur Osotsapa M-150. C'est le deuxième titre de champion de Thaïlande de l'histoire du club.
Les deux premiers du championnat obtient leur billet pour la prochaine Ligue des champions de l'AFC.

## Les clubs participants
| - Bangkok Bank FC - Port Authority of Thailand FC - Royal Thai Air Force FC - Osotsapa M-150 - Krung Thai Bank | - BEC Tero Sasana - Sinthana FC - Thailand Tobacco Monopoly - Bangkok University FC - Promu de D2 - Royal Thai Navy FC - Promu de D2 |

## Compétition

### Classement
Le barème utilisé pour établir le classement est le suivant :
- Victoire : 3 points
- Match nul : 1 point
- Défaite : 0 point

| Rang | Équipe                     | Pts | J  | G  | N | P  | Bp | Bc | Diff |
| ---- | -------------------------- | --- | -- | -- | - | -- | -- | -- | ---- |
| 1    | Krung Thai Bank (T)        | 38  | 18 | 12 | 2 | 4  | 33 | 18 | +15  |
| 2    | BEC Tero Sasana            | 34  | 18 | 10 | 4 | 4  | 33 | 22 | +11  |
| 3    | Osotsapa M-150             | 33  | 18 | 10 | 3 | 5  | 43 | 23 | +20  |
| 4    | Bangkok University FC (P)  | 31  | 18 | 9  | 4 | 5  | 26 | 22 | +4   |
| 5    | Port Authority of Thailand | 28  | 18 | 9  | 1 | 8  | 29 | 28 | +1   |
| 6    | Bangkok Bank FC            | 26  | 18 | 7  | 5 | 6  | 28 | 21 | +7   |
| 7    | Royal Thai Navy FC (P)     | 19  | 18 | 5  | 4 | 9  | 18 | 27 | -9   |
| 8    | Thailand Tobacco Monopoly  | 19  | 18 | 4  | 7 | 7  | 16 | 18 | -2   |
| 9    | Royal Thai Air Force FC    | 16  | 18 | 4  | 4 | 10 | 14 | 38 | -24  |
| 10   | Sinthana FC                | 8   | 18 | 2  | 2 | 14 | 18 | 41 | -23  |

|  | Qualification pour la Ligue des champions de l'AFC 2005 |
|  | Participation au barrage de promotion-relégation        |
|  | Relégation en deuxième division                         |
|  | (T) : Tenant du titre (P) : Promu de D2                 |

### Matchs

#### Barrage de promotion-relégation
| Équipe 1                       | Résultat | Équipe 2                  | Aller | Retour |
| ------------------------------ | -------- | ------------------------- | ----- | ------ |
| Thailand Tobacco Monopoly (D1) | 3 - 1    | (D2) Royal Thai Police FC | 2 - 0 | 1 - 1  |

## Bilan de la saison
| Championnat de Thaïlande de football 2003-2004 |                                 |
| Champion                                       | Krung Thai Bank (2e titre)      |
| Coupes et trophées                             |                                 |
| Vainqueur de la Coupe de Thaïlande 2003-2004   | Non disputée                    |
| Qualifications continentales                   |                                 |
| Ligue des champions de l'AFC 2005              | Krung Thai Bank                 |
| Ligue des champions de l'AFC 2005              | BEC Tero Sasana                 |
| Promotions et relégations                      |                                 |
| Promus en Thailand Soccer League               | TOT FC                          |
| Promus en Thailand Soccer League               | Provincial Electrical Authority |
| Relégués en Thai Division 1 League             | Royal Thai Air Force FC         |
| Relégués en Thai Division 1 League             | Sinthana FC                     |